# رضي (اسم)
رضي هو اسم علم مذكر من أصل عربي، ومعناه هو صفة مشبهة، بمعنى القنوع المطمئن المحب الموافق الضامر الراضي بما كتب له.

## شخصيات تحمل الاسم
- رضي الدين السرخسي
- رضي الدين الصغاني (25 يونيو 1181 – 25 أكتوبر 1252)

## وصلات خارجية
- موسوعة السلطان قابوس لأسماء العرب نسخة محفوظة 5 أبريل 2019 على موقع واي باك مشين.